# トリンケットヘビ
トリンケットヘビ(学名：Coelognathus helena)は、有鱗目ナミヘビ科に分類されるヘビ。

## 分布
インド、スリランカ、パキスタン？、ネパール、バングラデシュ
模式標本の産地（模式産地）は、ヴィシャーカパトナム（インド）。

## 形態
全長90 - 130センチメートル。体色は淡褐色で、暗褐色の横帯が入る。体側面の横帯部には白い斑点が入る。横帯や斑点は下半身にいくにつれ不明瞭になる。

## 分類
ナメラ属に分類されていたが、内臓の配置や椎骨といった内部形態、アロザイムの分子解析からヨーロッパや東アジアの種とは遺伝的距離が大きいと推定されCoelognathus属に分割する説もある。
Coelognathus helena helena (Daudin, 1803)

Coelognathus helena monticollaris (Schulz, 1992)
インド（カルナータカ州、グジャラート州、ケーララ州、ゴア州、タミル・ナードゥ州、マハーラーシュトラ州）
模式産地はマンガロール（カルナータカ州）

## 生態
頭部をもたげ頸部を側偏させながら折り曲げて威嚇する。
主に小型哺乳類を食べるが、鳥類や爬虫類も食べる。

## 画像

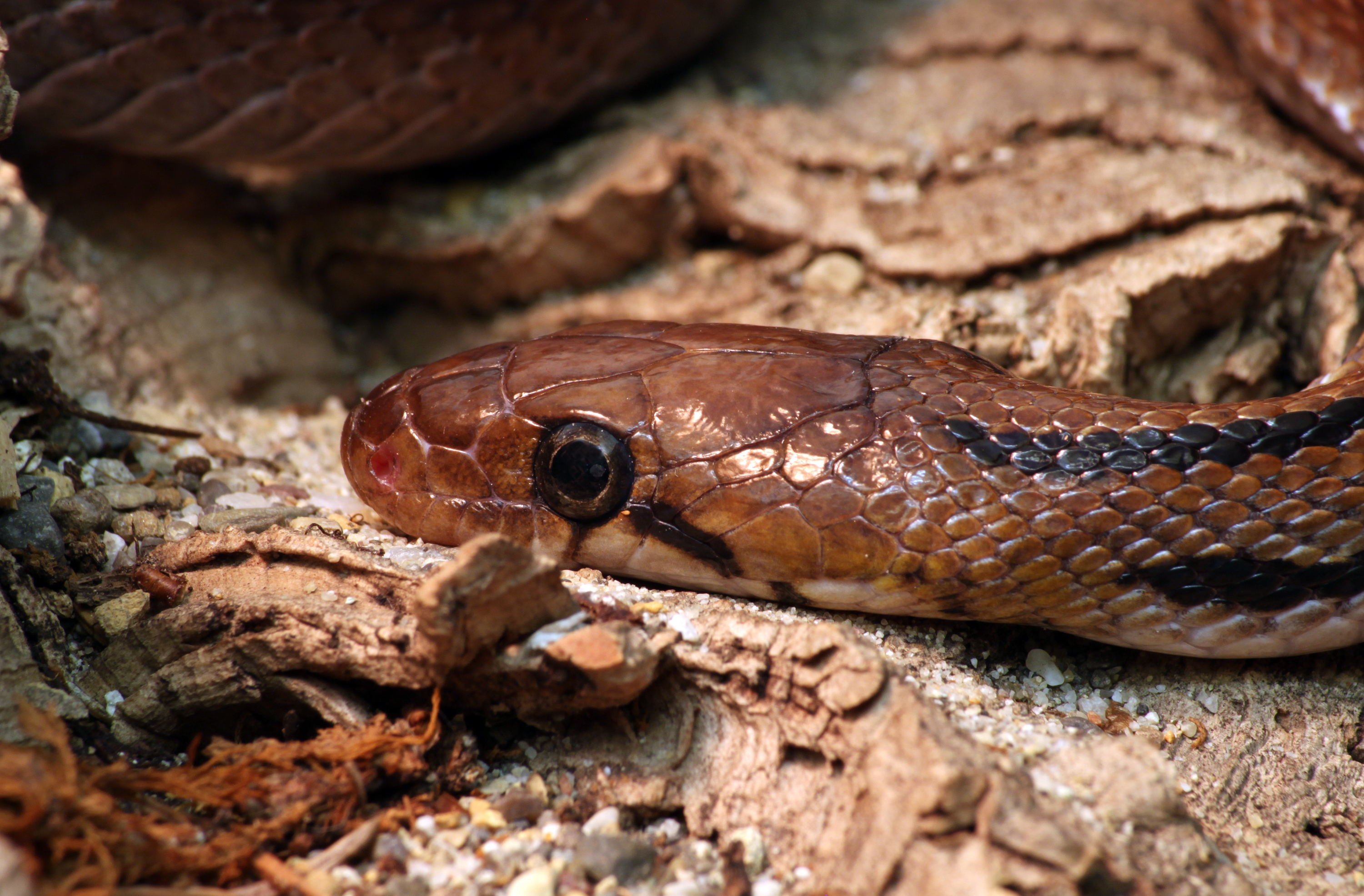
頭部
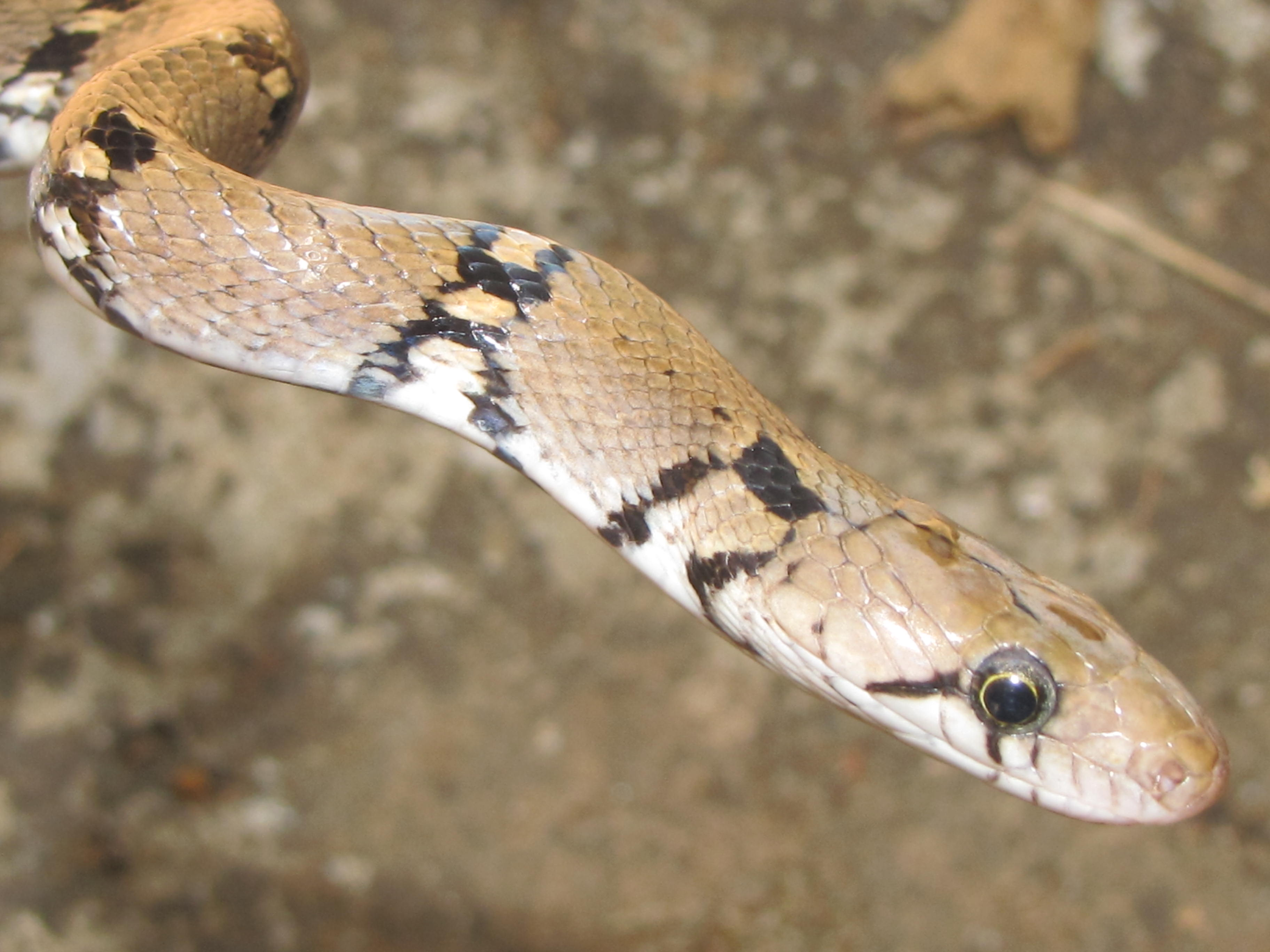
亜種C. h. monticollarisの頭部
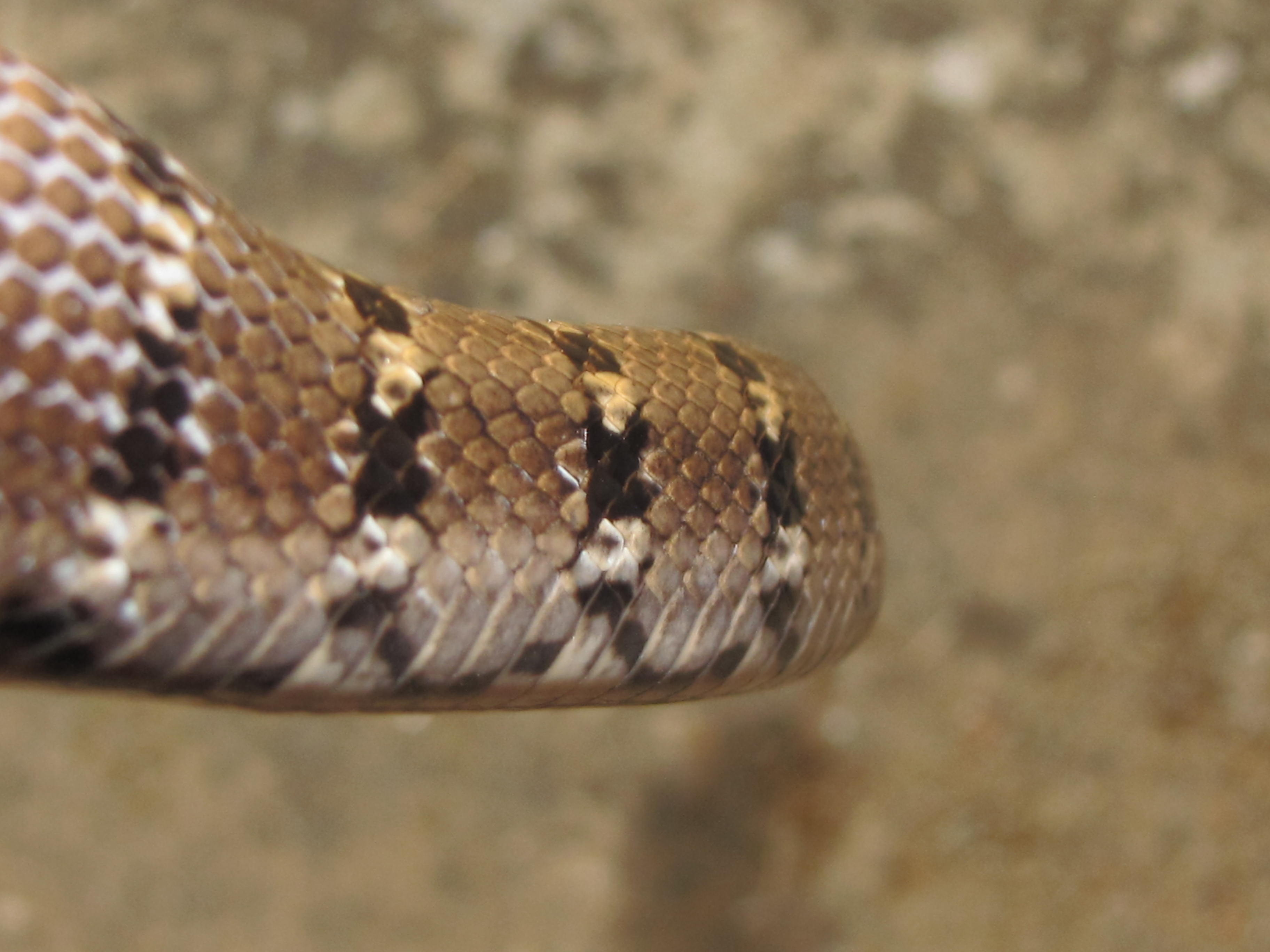
体側面
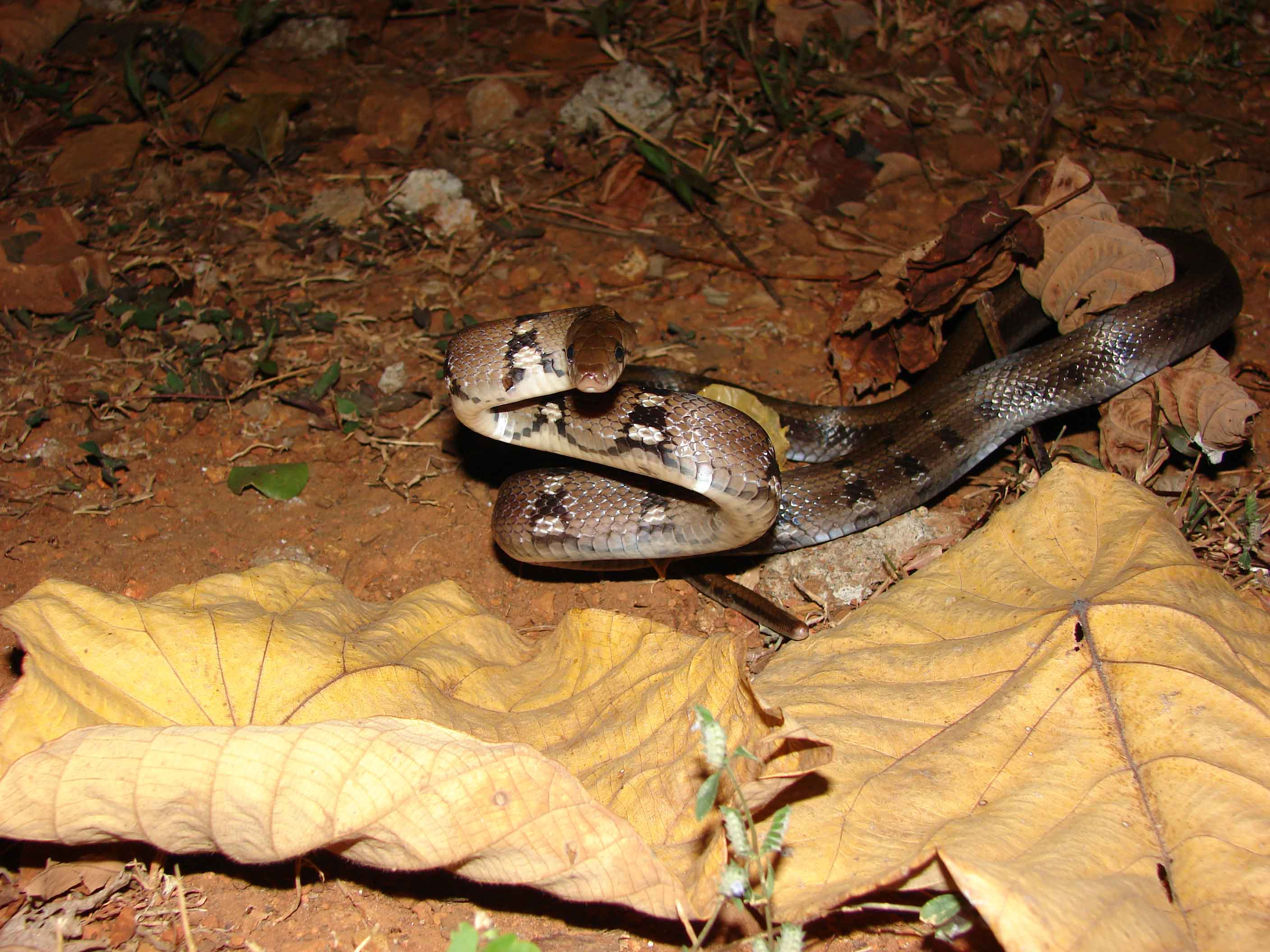
威嚇する本種